# Ino
«  Leucothée » redirige ici. Pour les articles homonymes ou paronymes, voir Leucothée (homonymie), Leucothoe et Leucothoé.
Pour l’article ayant un titre homophone, voir Hinault.
Pour les articles homonymes, voir Ino (homonymie).
Dans la mythologie grecque, Ino (Ἰνώ / Inố, de  ἴς, ῑ̓νός / ís, ínós, « force »), fille de Cadmos (le fondateur de Thèbes) et d'Harmonie, est la seconde épouse d'Athamas, de qui elle a deux fils, Léarque et Mélicerte.

## Mythe
Lorsque Penthée succède à Cadmos sur le trône de Thèbes, il s'oppose à l'introduction du culte dionysiaque dans son royaume. Alors qu'il est caché dans un arbre du mont Cithéron pour épier la bacchanale, il est découvert et mis en pièces par les Ménades, à la tête desquelles figure sa propre mère Agavé et ses deux tantes, Ino et Autonoé. C'est le sujet de la tragédie d'Euripide, les Bacchantes.
Après son mariage avec Athamas, Ino complote contre ses beaux-enfants, Phrixos et Hellé. Pour lui échapper, ceux-ci se réfugient en Colchide en enfourchant un bélier ailé à la Toison d'or.
Dionysos, encore enfant, lui fut confié par Hermès pour le soustraire à la jalousie d'Héra, mais celle-ci, réputée pour sa rancune tenace, frappa de folie Ino et Athamas. Ainsi, Athamas, prenant son fils Léarque pour un cerf, le pourchasse et le tue. Ino se précipite, quant à elle, dans la mer avec Mélicerte. Aphrodite demande alors à Poséidon de les changer toutes les deux en divinités de la mer. Sous son nouveau nom de Leucothée ou Leucothoé ( Λευκοθέη /  Leukothéê, « blanche déesse »), elle devient la protectrice des marins et naufragés et la déesse des mers calmes, habitant les profondeurs marines. Son fils prend également un nouveau nom, Palémon.
Elle secourt Ulysse au moment où il quitte l'île de Calypso : alors que Poséidon se déchaîne sur le héros, elle lui donne un voile qui le protège de la mort et lui permet de rejoindre le rivage.

## Ino dans la littérature antique
- Pseudo-Apollodore, Bibliothèque [détail des éditions] [lire en ligne] (I, 9, 1–2 ; III, 4, 2)
- Cicéron, De natura deorum [détail des éditions] [lire en ligne] (III, 39 ; III, 48)
- Euripide, Les Bacchantes [détail des éditions] [lire en ligne]
- Inô, une tragédie perdue d'Euripide
- Hésiode, Théogonie [détail des éditions] [lire en ligne] (v. 976)
- Homère, Odyssée [détail des éditions] [lire en ligne] (V, 333-462)
- Hygin, Fables [détail des éditions] [(la) lire en ligne] (IV ; CCXXIV)
- Nonnos de Panopolis, Dionysiaques [détail des éditions] [lire en ligne] (V, 198)
- Ovide, Métamorphoses [détail des éditions] [lire en ligne] (IV, 520-547)
- Pindare, Odes [détail des éditions] (lire en ligne) (Olympiques, II, 51–60 ; Pythiques, XI, 2)